# Tweedbank
Tweedbank (in gaelico scozzese: Bruach Thuaidh) è un grande villaggio a sud-est di Galashiels nella regione degli Scottish Borders in Scozia. Si tratta di un quartiere satellitare di Galashiels, sulla riva orientale del fiume Tweed. La popolazione di Tweedbank risultante dall'ultimo censimento ammonta a 2.101 persone

## Geografia
Tweedbank, come suggerisce il nome, si trova presso il fiume Tweed, a circa 500 metri dalla Abbotsford House, l'abitazione storica di Sir Walter Scott. Tweedbank ha uno stagno conosciuto come Gunknowe Loch, il ristorante Herges su The Loch, diversi negozi ed una stazione ferroviaria.